# 葵時緒
葵 時緒（あおい ときお）は日本の女性声優。主にアダルトゲームに声をあてている。

## 経歴

### 声優になるまで
幼稚園児の時は『忍たま乱太郎』のファンであり、ある日同作の舞台裏を題材とした番組を見た際に好きなキャラクターの演者の姿を見て衝撃を受けたと同時に、声優という仕事を意識しだした。その後、戦う女性が好きになり、このような役を演じたいと思うようになった。
高校卒業後に声優の専門学校へ進もうかと考えていたが、親から大学の進学を勧められ、最終的には音楽大学のミュージカル科に進んだ。とはいえ、葵は入学するまで一度もミュージカルを見たことがないため、大学時代に観劇や演技の勉強をはじめた。また、他の学科の友人とも交流があり、この経験はのちに『夏ノ鎖』（2016年）の演技にも生かされた。
卒業後は、自分が憧れていた朴璐美が当時所属していた演劇集団 円への入団を考えていたものの、その年は諸事情で養成所の募集がなかった。翌年養成所の試験に受かって上京したものの、同期50人のうち団員として認められたのは4人であり、いずれも過去に他の劇団や事務所への所属経験がある者ばかりだった。このことについて、葵は他の事務所で実力を磨いてから挑むべきだったかもしれないと2024年の「BugBug」とのインタビューの中で振り返っている。
このまま声優をつづけるか迷っていた矢先、『さくらシュトラッセ』のおばあさん役でアダルトゲーム声優としてのデビューを果たす。この当時、葵は同作が成人向けとは知らず、キャラクターのセリフも一言か二言だけだった。同作の収録の際、舞台俳優時代の癖で自分の演技を確かめたいと思って監督のダメ出しをもらいに行ったところ、共演者のひむろゆりから「あなたはもうプロだから、ダメ出しをもらいに行くのは良くない」と窘められた。この時、葵は現場に行くまでに、自分の納得したものを用意すべきであるということを思い知らされたとのちの『BugBug』とのインタビューの中で振り返っている。

### 2010年代
2010年、Liquidの『黒獣 〜気高き聖女は白濁に染まる〜』にて、センターヒロインのオリガを演じることになって以来、出演のオファーが寄せられるようになった。
また、同じくLiquidの『無限煉姦 〜恥辱にまみれし不死姫の輪舞〜』（2011年）は死生観を題材としたものであることに加え、収録中に家族が倒れたことで自らも死について意識することとなり、実家に帰れない中死について考えながら収録に臨んだと話している。
しばらくの間アルバイトをしながら声優の仕事でも生計を立てており、とりわけ2015年は極めて忙しかった。ところが、2016年の初頭からいきなり仕事が来なくなり、引退を考え始めた矢先、『夏ノ鎖』の白井美月のオーディションに受かった。美月は朴訥ながらも凛としたキャラクターという、当時の葵にとっては珍しい役柄だった。

### 2020年代
2024年は『 夜が来る! -Square of the MOON- Remastered』と『同級生2リメイク 』という二つのリメイク（またはリマスター）作品に出演した。

## 人物
演技方針
デビュー当時、事前にキャラクターをしっかり作って収録に臨んだところ、メーカーからの修正に対応できず苦労する演者を見た経験から、「おおまかなキャラクター像をつかんだうえで、収録に際してメーカーと調整する」という方針を立てている。また、デビュー時は台本を読み込んでからスタジオ入りしていたが、経験を積んでからはセリフに新鮮さが薄れてしまうという理由であまり読み込まないようにしていると「BugBug」とのインタビューの中で語っている。

## 出演作品

### アダルトゲーム

#### 2008年
- さくらシュトラッセ（おばあさん）[2]

#### 2010年
- 黒獣 〜気高き聖女は白濁に染まる〜（オリガ・ディスコルディア）[3]
- 狂った教頭No.2 〜この支配からの卒業〜（立川 紫）[4]
- Elle:PrieR 〜しあわせの欠片をさがして〜（豪田 源五郎、ミスト・ラファール）[5]
- 処女はお姉さまに恋してる 〜2人のエルダー〜（早瀬 淳）[6]
- 雷光の退魔師ナナホ 〜淫神復活〜（ミレイ・レティシア・ハヤミ）[7]
- Tiny Dungeon 〜BLACK and WHITE〜[8]
- SISTERS 〜夏の最後の日〜（TVCM「サラダ」）[8]
- ボクラはピアチェーレ（神木 舞子）[9]
- しゃーまんず・さんくちゅあり-巫女の聖域-（黒杉 萱）[10]
- Knight Carnival!（モルドレッド）[11]
- ボクの目の前で親友に抱かれ腰を振る彼女 ―奴の言いなりにそのエロい肢体は開かれていく―（峰岸 京香）[12]
- Primary Step（馬渕 理沙）[13]
- ディバインハート マキナ 〜敗辱の淫墜戦士〜（レディ・アストレア）[14]

#### 2011年
- こづくり温泉 〜いっぱいつくって一族繁栄!?〜（藤巻 真琴）[15]
- カスタムレイドV（Lボディ/クール）[16]
- カスタムレイドV+（Lボディ/クール）[17]
- 他の男の精液で孕んでもいいですか…?6 〜内気な彼女は後輩から媚肉蹂躙され快楽によがりまくる〜（都築 里沙）[18]
- D-EVE in you（サヤ・ローレンス）[19]
- 輝光翼戦記 銀の刻のコロナ（兵藤 かなめ）[20]
- 現在もいつかもふぁるなルナ（魔堂 潤）[21]
- 姦獄島（雄々神 葵）[22]
- 無限煉姦 〜恥辱にまみれし不死姫の輪舞〜（主人公）[23]
- 本当はエロい童話・にゃんデレラ（にゃんデレラ《ノイ》）[24]
- NTR彼女はいじめられっ娘〜隠れ巨乳で眼鏡っ娘の彼女が、知らない間に×××の○○○にされてたなんて〜（塚田 佳代子）[25]
- 妹選抜☆総選挙〜365人の妹いちゃラブマニフェスト〜（妹）[26]

#### 2012年
- 喰ヒ人（柚木 まみ）[27]
- 昏き祟りの森で（三条 操）[28]
- Friends（女学生D、男の子）[8]
- Princess-Style（御代田 瑠那）[29]
- VenusBlood -FRONTIER-（ヘル）[30]
- 第2回妹選抜☆総選挙〜366人目の妹いちゃラブ後日談〜（橘 合歓[31]、橘 榊[32]）
- 〜淫蟲 和伝 怪蠱録〜（薙結）[33]
- 軍人狩り（イライザ）[34]
- 絶体絶命少女（六閣院 葵）[35]
- ディバインハート カレン 〜姦墜洗脳の罠〜（レディ・アストレア）[36]
- サノバ☆ビッチ 〜早乙女野薔薇ちゃん、マジ天使!〜（田中 ミズキ）[37]
- IMT14選抜☆総選挙「お兄ちゃんに誓って、ガチです〜」〜兄さま×合歓編〜（橘 合歓）[38]
- ディバインハート マキナ 外伝04 〜女幹部闘辱篇〜（レディ・アストレア）[39]

#### 2013年
- 輝光翼戦記 銀の刻のコロナFD（兵藤 かなめ）[40]
- SISTERS 〜夏の最後の日〜 ULTRA EDITION（TVCM「サラダ」）[8]
- 目覚めると従姉妹を護る美少女剣士になっていた（坂谷希美乃/羅刹童子）[41]
- 籠女の繭（神子上 早耶）[42]
- 恋せよ!!妹番長（鬼灯 槐/乃神 凛花）[43]
- シロガネオトメ（里桜飛鳥）[44]
- ガールズbeアンビシャス！[8]
- モンスターズ・レイド -魔に堕ちる姫騎士-（カーラ）[45]
- VenusBlood -GAIA-（ミリア・エリファード）[46]

#### 2014年
- ALIA's CARNIVAL!（恋川 志穂）[47]
- 美少女万華鏡 -かつて少女だった君へ-（稲森はる）[48]
- セミラミスの天秤（冴島 多香子）
- トロピカルVACATION（向日葵）[49]

#### 2015年
- 美少女万華鏡 -神が造りたもうた少女たち-（稲森 はる）[50]
- 戦乙女らんなばうとっ!（マイネ＝フォン＝ダムス）[51]
- 魔将の贄3 〜白濁の海に沈む淫辱の隷姫〜（オリヴィア・スカーレット）[52]
- ALIA's CARNIVAL! Flowering Sky（恋川 志穂）[53]
- 監獄女王 〜ドS女看守達によるM男化調教〜（レイラ）[54]
- 私立 寝取り学院2 -続・10人の彼氏持ち女子校生を“寝取って激イキ”させろ!-（矢木沢 詩亜）[55]
- 保護者狩り（愛宕 花枝）[56]
- ディバインハート カレンSP シーズン2（アストレア/ナターシャ）[57]
- 濡れた制服（山口 聖）[58]
- おお勇者よ、イってしまうとは情けない!（エスタル・スタルカ、マグダレーナ・ベルヴェデール）[59]
- 真痴漢王（伊達 静流）[60]

#### 2016年
- 光翼戦姫エクスティアII（リースヴェルヌ＝シュゼット＝パラディル）[61]
- 戦国†恋姫X〜乙女絢爛☆戦国絵巻〜（浅井 眞琴 長政）[62]
- ALIA's CARNIVAL! Wパッケージ（恋川 志穂）[63]
- ダンジョン オブ レガリアス ～背徳の都イシュガリア～（クラウディア=アズール）[64]
- 夏ノ鎖（白井 美月）

- 学園みんなの性処理係 ～ドスケベ奉仕委員会ぱこぱこ活動記録!～（御所車 ともえ）
- 私立 寝取り学院3 －続々・10人の彼氏持ち女子校生を“寝取って激イキ”させろ!－（三崎 比奈、毛利 由香里）
- 無限煉姦 ERE（主人公）
- スワッピングパーティー（清水 博美）
- ［黒獣外伝］エルフ村の姦落 ～恥辱と快楽の宴～（グレース・キャンベル）
- なないろスクリプト（九条 凪）

#### 2017年
- 純情ヤンキーとギャル子ちゃん エッチな色々教えてあげる♪（東雲 梓）
- 光翼戦姫エクスティア side.4 -ガヌスギル、逆襲の肛虐調教-（リースヴェルヌ）
- 光翼戦姫エクスティア side.5 -ドドメギル、淫欲の魔眼責め-（リースヴェルヌ）
- 光翼戦姫エクスティアA（リースヴェルヌ）
- このままだと弟がテクノブレイクで死んじゃうから子作り!（早川 希実華）
- 光翼戦姫エクスティア side.6 -プラナギル、触手繁殖の罠-（リースヴェルヌ）
- 美少女万華鏡 -罪と罰の少女-（稲森 はる）

#### 2018年
- お前の母ちゃん、良い女だよな。（草壁 愛子）
- ひとつまみ ～リラクゼーションシリーズ～（如月 響子）
- 正義の変身ヒロインを支える俺と悪の女幹部（メリジェーヌ）
- 黒獣・改 ～気高き聖女は白濁に染まる～（オリガ・ディスコルディア）
- 黒獣2 ～淫欲に染まる背徳の都、再び～（ルカ）

#### 2019年
- DEAD DAYS（鮫肌 キルル）
- Prison Queendom ～強制M男化調教～（レイラ）
- 僕と彼女の淫らな宴（岸元 麻里奈）
- せんせ補修しよっ（新名 咲絢）
- SugarKiss!（小清水 雪）
- VenusBlood FRONTIER International（ヘル、聖竜のロリ巫女ミオ）
- とも鳴りの舟 ～Empty room We onry satisfy～（三倉 たがね）

#### 2020年
- 神様のしっぽ ～干支神さまたちの恩返し～（じゅん）
- 神様のしっぽ ～浅葱家、とある日の愛のしらべ～（じゅん）
- サルテ（クルーン）
- 光翼戦姫エクスティア3（リースヴェルヌ）
- 創神のアルスマグナ（アレクサンドラ・マウザー）
- 美少女万華鏡 -理と迷宮の少女-（稲盛 はる）
- ぼくと先生の乳淫せいかつ（諌見 萌）
- Re CATION ～Melty Healing～（月野瀬 理歩）
- プリンセスハートリンク ～剣姫たちの艶舞～（シーリス イスマリア）[65]
- 闇染Liberator －闇堕ち勇者と堕ちる戦姫－（鷹峰 一華/神剣姫フローリア[66]）

#### 2021年
- 檻姫 ～極嬢の未来は俺のモノ～（紫羽崎 紗緒子）
- ゆびさきコネクション（橘 伊織[67]）
- 日向千尋は仕事が続かない（日向 千尋）
- 催眠学習 Secret Desire（笹川 綾子）
- 姉姉Z催眠～スマホ催眠装置で爆乳姉共に催眠調教、鬼畜寝取りで孕ませてやる！～（成宮 律子）
- Role player:小粥姉妹の粘膜ポトレ ぐりぐちゃLIVE!（小粥 聖良）[68]
- 姫騎士ド下品敗北人生（アリシア）
- 眠れぬ羊と孤独な狼 -A Tale of Love, and Cutthroat- 外伝（淑麗霏）
- ウチはもう、延期できない。（宮村 花梨）

#### 2022年
- ゲーム(エロゲー)みたいな、ステキな恋がしたいっ!（リーシャ・ロックハート[69]）
- サキュありアパート（夢ヶ崎 麻亜夜）[70]
- 僕と先生の個人授業（月森 美咲）
- ゆびさきコネクション ミニファンディスク Vol.01 悠月&美琴編（橘 伊織）[71]
- 工口倫子シリーズVol3 人類最強性欲の嫁の姉（中田 倫理）
- マガツバライ X-rated（オリガ・S・アークライト）
- 光翼戦姫エクスティアTS パラレルエピソード3 トワイライトセイバー（リースヴェルヌ）
- ホームメイドスイートピー（柚木 菖蒲[72]）
- 夕凪荘のS級の彼女たち（管理人さん[73]）
- 戦国†恋姫EX弐〜鬼の国、越前編〜（浅井 眞琴 長政）
- 光翼戦姫エクスティアTS パラレルエピソード3 トワイライトセイバー（リースヴェルヌ）
- ガールズフランティッククラン（アミー）[74]
- エルフ村の姦落 HDRemaster（グレース・キャンベル）

#### 2023年
- ソープランドのはっしゃくさま（宝香[75]）
- ハーレム×楽園 - Harem × Shangri-La -（多鹿 巴）
- VenusBlood GAIA International（ミリア・エリファード、ジーオ）[76]

#### 2024年
- 姦淫特急『夜鷹』 ～ 獣欲連鎖、真夏の花火大会 ～（玉造 輝夜）
- 夜が来る! -Square of the MOON- Remastered（祁答院 マコト）
- 僕と先生の個人授業2（月森 美咲）
- 同級生2リメイク (鳴沢 美佐子[77])
- 光翼戦姫エクスティアR 紅の女王（リースヴェルヌ＝シュゼット＝パラディル[78]）
- リップリップルズ（シズク[79]）
- 悲鳴 -地下室に囚われた11人-（村田 美樹[80]）
- 催眠性指導 -Secret Lesson-（御影 友姫[81]）

#### 2025年
- 巨乳ファンタジー5 〜王子リーン〜（アルシャール[82]）
- Venus Blood VALKYRIE（オルトフリーファ）
- 宿りし乙女の誓いと魔法（白波 凪）
- 聖奴隷学園3（伊吹 あかね）

### コンシューマーゲーム
2015年
- ALIA's CARNIVAL! サクラメント（恋川 志穂）[83]

2019年
- ALIA's CARNIVAL! サクラメント プラス（恋川 志穂）

2022年
- マガツバライ（オリガ・S・アークライト）

### ソーシャルゲーム
- Quiz of Walkure（ルヴィア、レイ 、メヴェル、ルネ）[84]
- 戦国プロヴィデンス[84]
- 超昂大戦 エスカレーションヒロインズ（火のゴウカ / 阿蘇宇 ゴウカ[85]、魔女ミヤビ / エリザベス・雅・雪城[86]）

### CD
- 仙獄学艶戦姫ノブナガッ!〜淫華繚乱、水着大戦!〜 限定版（ジャンヌ〈アンナ〉ダルク）
- 二次元ドリームマガジンイラストレーションズ3（女剣士フィリア）

### OVA
- 黒獣〜気高き聖女は白濁に染まる〜[8]
  - 〜オリガ×クロエ 黒の城、崩落編〜（オリガ・ディスコルディア）
  - 〜アリシア×プリム 奉仕国家抗い編〜（オリガ・ディスコルディア）
- イジラレ～復讐催眠～（野上 いずみ）